# Liga Colombiana de Fútbol Sala 2018-II
La Liga Argos Futsal Clausura 2018 es la decimosexta (16a.) versión de la Liga Argos Futsal, el campeón del torneo tendrá un cupo a la Superliga Argos Fútsal 2018. También se definirán los cupos a la Copa Libertadores de Futsal 2019. Iniciará el 17 de agosto de 2018. Cabe recordar que para este año el número de equipos se redujo a 20 equipos con el descenso de 4 conjuntos en la temporada anterior debido a la creación, por parte de la Federación Colombiana de Fútbol, del Torneo Nacional de Futsal, equivalente a la Segunda División del futsal en Colombia que inició actividad este año.

## Sistema de juego
El torneo se dividió en cuatro fases:
La primera fase se disputa con 20 equipos divididos en dos grupos de diez equipos cada uno según la posición geográfica en un total de 9 fechas. Los cuatro primeros equipos de cada grupo se clasifican a la siguiente fase.
Los cuartos de final se definirán según sus posiciones en la reclasificación 2018-II de la siguiente manera:
- 1° vs. 8° (S1)
- 3° vs. 6° (S3)
- 2° vs. 7° (S2)
- 4° vs. 5° (S4)

Las semifinales se jugarán de la siguiente manera:
- Ganador S1 vs. Ganador S3
- Ganador S2 vs. Ganador S4

Los ganadores de la fase anterior jugarán la final del torneo.

## Fase de grupos
Los equipos se dividen en 2 grupos de 10 equipos agrupados según su ubicación geográfica. Los equipos jugarán una fecha de todos contra todos a una vuelta, los equipos que jugaron de locales durante la Liga Argos Fútsal 2018-I serán visitantes en esta edición. 
Los dos grupos están divididos de la siguiente manera:

### Grupo A
| Pos. | Equipos           | PJ | PG | PE | PP | GF | GC | Dif. | Pts. |
| ---- | ----------------- | -- | -- | -- | -- | -- | -- | ---- | ---- |
| 1.   | Leones de Nariño  | 9  | 8  | 0  | 1  | 61 | 13 | 48   | 24   |
| 2.   | Saeta Bogotá      | 9  | 6  | 0  | 3  | 33 | 28 | 5    | 18   |
| 3.   | Deportivo Lyon    | 9  | 6  | 0  | 3  | 57 | 33 | 24   | 18   |
| 4.   | Real Cundinamarca | 9  | 5  | 2  | 2  | 38 | 33 | 5    | 17   |
| 5.   | Fortaleza Futsal  | 9  | 5  | 2  | 2  | 25 | 21 | 4    | 17   |
| 6.   | Deportivo Sanpas  | 9  | 4  | 0  | 5  | 22 | 26 | -4   | 12   |
| 7.   | Alianza Tolima    | 9  | 3  | 1  | 5  | 29 | 56 | -27  | 10   |
| 8.   | Deportivo Meta    | 9  | 2  | 2  | 5  | 25 | 34 | -9   | 8    |
| 9.   | D´Martin FC       | 9  | 1  | 1  | 7  | 23 | 46 | -23  | 4    |
| 10.  | Lanús Colombia    | 9  | 1  | 0  | 8  | 27 | 50 | -23  | 3    |

|  |                                      |
|  | Clasificados a los cuartos de final. |
|  | Eliminados.                          |

| Real Cundinamarca | 10 : 6 | Deportivo Lyon | Deportivo Central, Facatativá    | 17 de agosto  | 19:00 | Sin transmisión |
| Alianza Tolima    | 6 : 1  | Lanús          | Coopemtol, Ibagué                | 17 de agosto  | 20:00 | Sin transmisión |
| D'Martin          | 2 : 4  | Saeta          | Cubierto de Madrid, Cundinamarca | 21 de agosto  | 19:00 | Sin transmisión |
| Fortaleza         | 2 : 1  | Sanpas         | Palacio de los deportes, Bogotá  | 21 de agosto  | 20:30 | Sin transmisión |
| Leones de Nariño  | 7 : 2  | Deportivo Meta | Sergio Antonio Ruano, Pasto      | 13 de octubre | 19:00 | Sin transmisión |

| Deportivo Lyon   | 4 : 3 | Leones de Nariño  | Mariano Ramos, Cali              | 24 de agosto | 14:00 | Sin transmisión |
| Lanús Tocancipá  | 4 : 7 | D´Martin FC       | Municipal de Tocancipá           | 25 de agosto | 18:00 | Sin transmisión |
| Deportivo Sanpas | 3 : 4 | Real Cundinamarca | Mariano Ramos, Cali              | 25 de agosto | 19:00 | Sin transmisión |
| Deportivo Meta   | 3 : 3 | Alianza Tolima    | Álvaro Mesa Amaya, Villavicencio | 26 de agosto | 19:00 | Sin transmisión |
| Saeta FSC        | 2 : 3 | Fortaleza         | Palacio de los Deportes, Bogotá  | 29 de agosto | 19:00 | Sin transmisión |

| Fortaleza         | 5 : 3 | Lanús Tocancipá | Palacio de los Deportes, Bogotá  | 31 de agosto    | 19:00 | Sin transmisión |
| Real Cundinamarca | 2 : 4 | Saeta FSC       | Deportivo Central, Facatativá    | 31 de agosto    | 20:00 | Sin transmisión |
| Leones de Nariño  | 6 : 0 | Sanpas          | Sergio Antonio Ruano, Pasto      | 1 de septiembre | 20:00 | Sin transmisión |
| Deportivo Meta    | 5 : 3 | Deportivo Lyon  | Álvaro Mesa Amaya, Villavicencio | 1 de septiembre | 20:00 | Sin transmisión |
| Alianza Tolima    | 7 : 3 | D´Martin FC     | Parque Deportivo, Ibagué         | 5 de septiembre | 19:00 | Sin transmisión |

| Deportivo Lyon   | 13 : 3 | Alianza Tolima    | María Isabel Urrutia, Cali      | 8 de septiembre | 14:00 | Sin transmisión |
| D´Martin FC      | 2 : 3  | Fortaleza FC      | Cubierto de Madrid              | 8 de septiembre | 18:00 | Sin transmisión |
| Lanús Tocancipá  | 7 : 8  | Real Cundinamarca | Municipal de Tocancipá          | 8 de septiembre | 18:00 | Sin transmisión |
| Deportivo Sanpas | 2 : 0  | Deportivo Meta    | Irdet, Tunja                    | 8 de septiembre | 19:00 | Sin transmisión |
| Saeta FSC        | 2 : 7  | Leones de Nariño  | Palacio de los Deportes, Bogotá | 9 de septiembre | 10:00 | Sin transmisión |

| Alianza Tolima    | 2 : 5 | Fortaleza FC     | Colegio San Simón, Ibagué        | 14 de septiembre | 19:00 | Sin transmisión |
| Real Cundinamarca | 1 : 1 | D´Martin FC      | Deportivo Central, Facatativá    | 14 de septiembre | 20:00 | Sin transmisión |
| Deportivo Lyon    | 3 : 1 | Deportivo Sanpas | Mariano Ramos, Cali              | 15 de septiembre | 14:00 | Sin transmisión |
| Leones de Nariño  | 4 : 3 | Lanús Tocancipá  | Sergio Antonio Ruano, Pasto      | 15 de septiembre | 20:30 | Sin transmisión |
| Deportivo Meta    | 2 : 3 | Saeta FSC        | Álvaro Mesa Amaya, Villavicencio | 16 de septiembre | 19:00 | Sin transmisión |

| Fortaleza FC     | 2 : 2 | Real Cundinamarca | Palacio de los Deportes, Bogotá | 22 de septiembre | 10:00 | Sin transmisión |
| D´Martin FC      | 0 : 4 | Leones de Nariño  | Cubierto de Madrid              | 22 de septiembre | 18:00 | Sin transmisión |
| Lanús Tocancipá  | 5 : 2 | Deportivo Meta    | Municipal de Tocancipá          | 22 de septiembre | 18:00 | Sin transmisión |
| Deportivo Sanpas | 3 : 4 | Alianza Tolima    | Irdet, Tunja                    | 22 de septiembre | 19:00 | Sin transmisión |
| Saeta FSC        | 6 : 5 | Deportivo Lyon    | Palacio de los Deportes, Bogotá | 22 de septiembre | 19:00 | Sin transmisión |

| Deportivo Sanpas | 4 : 3 | Saeta FSC         | Irdet, Tunja                     | 29 de septiembre | 10:15 | Sin transmisión |
| Deportivo Lyon   | 9 : 0 | Lanús Tocancipá   | Mariano Ramos, Cali              | 29 de septiembre | 19:30 | Sin transmisión |
| Leones de Nariño | 3 : 0 | Fortaleza FC      | Sergio Antonio Ruano, Pasto      | 29 de septiembre | 20:00 | Sin transmisión |
| Alianza Tolima   | 1 : 6 | Real Cundinamarca | Coopemtol, Ibagué                | 30 de septiembre | 16:00 | Sin transmisión |
| Deportivo Meta   | 7 : 3 | D´Martin FC       | Álvaro Mesa Amaya, Villavicencio | 2 de octubre     | 19:30 | Sin transmisión |

| Real Cundinamarca | 0 : 8  | Leones de Nariño | Cubierto de Sibaté              | 6 de octubre | 15:00 | Sin transmisión |
| D´Martin FC       | 3 : 11 | Deportivo Lyon   | Cubierto de Madrid              | 6 de octubre | 16:00 | Sin transmisión |
| Lanús Tocancipá   | 2 : 3  | Deportivo Sanpas | Municipal de Tocancipá          | 6 de octubre | 18:00 | Sin transmisión |
| Fortaleza FC      | 3 : 3  | Deportivo Meta   | Palacio de los Deportes, Bogotá | 6 de octubre | 19:00 | Sin transmisión |
| Alianza Tolima    | 1 : 3  | Saeta FSC        | Coopemtol, Ibagué               | 7 de octubre | 16:00 | Sin transmisión |

| Saeta FSC        | 6 : 2  | Lanús Tocancipá   | Palacio de los Deportes, Bogotá  | 19 de octubre | 19:00 | Sin transmisión |
| Deportivo Sanpas | 5 : 2  | D´Martin FC       | San Antonio, Tunja               | 20 de octubre | 11:00 | Sin transmisión |
| Deportivo Lyon   | 3 : 2  | Fortaleza FC      | Mariano Ramos, Cali              | 20 de octubre | 20:00 | Sin transmisión |
| Leones de Nariño | 19 : 2 | Alianza Tolima    | Sergio Antonio Ruano, Pasto      | 20 de octubre | 20:00 | Sin transmisión |
| Deportivo Meta   | 1 : 5  | Real Cundinamarca | Álvaro Mesa Amaya, Villavicencio | 20 de octubre | 20:00 | Sin transmisión |

### Grupo B
| Pos. | Equipos                    | PJ | PG | PE | PP | GF | GC | Dif. | Pts. |
| ---- | -------------------------- | -- | -- | -- | -- | -- | -- | ---- | ---- |
| 1.   | Alianza Platanera          | 9  | 8  | 0  | 1  | 41 | 12 | 29   | 24   |
| 2.   | Independiente Barranquilla | 9  | 6  | 1  | 2  | 37 | 27 | 10   | 19   |
| 3.   | Inter Cartagena            | 9  | 5  | 2  | 2  | 32 | 19 | 13   | 17   |
| 4.   | Atlético Dorada Futsal     | 9  | 5  | 1  | 3  | 32 | 31 | 1    | 16   |
| 5.   | Rionegro Futsal            | 9  | 4  | 3  | 2  | 29 | 23 | 6    | 15   |
| 6.   | Leones de Itagüí           | 9  | 3  | 4  | 2  | 25 | 22 | 3    | 12   |
| 7.   | Real Bucaramanga           | 9  | 2  | 3  | 4  | 35 | 43 | -8   | 9    |
| 8.   | Bello Real Antioquia       | 9  | 2  | 1  | 6  | 28 | 36 | -8   | 7    |
| 9.   | Utrahuilca                 | 9  | 1  | 3  | 5  | 26 | 35 | -9   | 6    |
| 10.  | Corporación Niza           | 9  | 0  | 0  | 9  | 17 | 53 | -36  | 0    |

|  |                                      |
|  | Clasificados a los cuartos de final. |
|  | Eliminados.                          |

| Alianza Platanera   | 7 : 2 | Rionegro Futsal | Tulio Ospina, Bello                   | 17 de agosto  | 19:00 | Win Sports      |
| Corporación Niza    | 0 : 0 | Inter Cartagena | U. Francisco de Paula, Cúcuta         | 18 de agosto  | 15:00 | Sin transmisión |
| Leones FC           | 5 : 1 | Atlético Dorada | El Cubo, itagüí                       | 18 de agosto  | 18:00 | Sin transmisión |
| Real Bucaramanga    | 0 : 3 | Utrahuilca      | Vicente Díaz, Bucaramanga             | 19 de agosto  | 19:00 | Sin transmisión |
| Indep. Barranquilla | 6 : 3 | Real Antioquia  | Universidad de la Costa, Barranquilla | 12 de octubre | 22:00 | Sin transmisión |

| Futsal Rionegro    | 6 : 0 | Corporación Niza    | El Cielo, Rionegro          | 24 de agosto | 19:00 | Sin transmisión |
| Atlético Dorada    | 0 : 0 | Real Bucaramanga    | Ventura Castillo, La Dorada | 24 de agosto | 19:30 | Sin transmisión |
| Inter de Cartagena | 5 : 2 | Leones FC           | Northon Madrid, Cartagena   | 25 de agosto | 19:00 | Sin transmisión |
| Utrahuilca         | 3 : 4 | Indep. Barranquilla | Álvaro Sánchez Silva, Neiva | 25 de agosto | 19:00 | Sin transmisión |
| Real Antioquia     | 0 : 4 | Alianza Platanera   | Tulio Ospina, Bello         | 29 de agosto | 20:00 | Sin transmisión |

| Utrahuilca          | 2 : 6 | Atlético Dorada    | Álvaro Sánchez Silva, Neiva | 31 de agosto     | 15:00 | Sin transmisión |
| Leones FC           | 1 : 1 | Futsal Rionegro    | Álvaro Sánchez Silva, Neiva | 31 de agosto     | 19:00 | Sin transmisión |
| Real Bucaramanga    | 3 : 3 | Inter de Cartagena | Vicente Díaz, Bucaramanga   | 31 de agosto     | 20:00 | Sin transmisión |
| Indep. Barranquilla | 4 : 0 | Alianza Platanera  | Baby Rojas, Barranquilla    | 5 de septiembre  | 20:00 | Sin transmisión |
| Corp. Niza          | 3 : 6 | Real Antioquia     | Francisco de Paula, Cúcuta  | 24 de septiembre | 15:00 | Sin transmisión |

| Futsal Rionegro    | 6 : 3 | Real Bucaramanga    | El Cielo, Rionegro             | 7 de septiembre | 19:00 | Sin transmisión |
| Atlético Dorada    | 7 : 4 | Indep. Barranquilla | Ventura Castillo, La Dorada    | 7 de septiembre | 20:00 | Sin transmisión |
| Real Antioquia     | 2 : 2 | Leones FC           | Tulio Ospina, Bello            | 7 de septiembre | 20:00 | Sin transmisión |
| Inter de Cartagena | 3 : 0 | Utrahuilca          | Northon Madrid, Cartagena      | 8 de septiembre | 15:30 | Sin transmisión |
| Alianza Platanera  | 6 : 0 | Corporación Niza    | Universidad Nacional, Medellín | 8 de septiembre | 16:00 | Sin transmisión |

| Utrahuilca          | 1 : 1 | Futsal Rionegro   | Álvaro Sánchez, Neiva       | 14 de septiembre | 15:00 | Sin transmisión |
| Indep. Barranquilla | 9 : 2 | Corporación Niza  | Baby Rojas, Barranquilla    | 14 de septiembre | 19:00 | Sin transmisión |
| Leones FC           | 0 : 3 | Alianza Platanera | El Cubo, Itagüí             | 14 de septiembre | 19:30 | Sin transmisión |
| Real Bucaramanga    | 7 : 5 | Real Antioquia    | Edmundo Luna, Bucaramanga   | 16 de septiembre | 14:00 | Sin transmisión |
| Atlético Dorada     | 6 : 5 | Inter Cartagena   | Ventura Castillo, La Dorada | 16 de septiembre | 19:30 | Sin transmisión |

| Corporación Niza  | 3 : 6 | Leones FC           | Francisco de Paula, Cúcuta | 21 de septiembre | 15:00 | Sin transmisión |
| Alianza Platanera | 6 : 1 | Real Bucaramanga    | Tulio Ospina, Bello        | 21 de septiembre | 19:00 | Sin transmisión |
| Futsal Rionegro   | 5 : 3 | Atlético Dorada     | El Cielo, Rionegro         | 21 de septiembre | 19:00 | Sin transmisión |
| Real Antioquia    | 4 : 3 | Utrahuilca          | Tulio Ospina, Bello        | 22 de septiembre | 20:00 | Sin transmisión |
| Inter Cartagena   | 5 : 1 | Indep. Barranquilla | Northon Madrid, Cartagena  | 23 de septiembre | 14:30 | Sin transmisión |

| Indep. Barranquilla | 1 : 1 | Leones FC         | Baby Rojas, Barranquilla         | 27 de septiembre | 19:30 | Sin transmisión |
| Utrahuilca          | 2 : 5 | Alianza Platanera | Álvaro Sánchez Silva, Neiva      | 28 de septiembre | 15:30 | Sin transmisión |
| Real Bucaramanga    | 6 : 5 | Corporación Niza  | Edmundo Luna Santos, Bucaramanga | 28 de septiembre | 19:00 | Sin transmisión |
| Atlético Dorada     | 4 : 3 | Real Antioquia    | Ventura Castillo, La Dorada      | 28 de septiembre | 20:00 | Sin transmisión |
| Inter Cartagena     | 4 : 4 | Futsal Rionegro   | Northon Madrid, Cartagena        | 3 de octubre     | 16:00 | Sin transmisión |

| Alianza Platanera   | 7 : 1 | Atlético Dorada  | Tulio Ospina, Bello        | 4 de octubre | 20:00 | Sin transmisión |
| Corporación Niza    | 4 : 7 | Utrahuilca       | Francisco de Paula, Cúcuta | 5 de octubre | 15:00 | Sin transmisión |
| Leones FC           | 6 : 4 | Real Bucaramanga | El Cubo, Itagüí            | 5 de octubre | 19:30 | Sin transmisión |
| Indep. Barranquilla | 2 : 1 | Futsal Rionegro  | Baby Rojas, Barranquilla   | 5 de octubre | 19:30 | Sin transmisión |
| Real Antioquia      | 3 : 4 | Inter Cartagena  | Tulio Ospina, Bello        | 8 de octubre | 20:00 | Sin transmisión |

| Atlético Dorada  | 4 : 0 | Corporación Niza    | Ventura Castillo, La Dorada | 19 de octubre | 18:15 | Sin transmisión |
| Futsal Rionegro  | 3 : 2 | Real Antioquia      | El Cielo, Rionegro          | 19 de octubre | 18:15 | Sin transmisión |
| Leones FC        | 2 : 2 | Utrahuilca          | El Cubo, Itagüí             | 19 de octubre | 18:15 | Sin transmisión |
| Real Bucaramanga | 5 : 6 | Indep. Barranquilla | Vicente Díaz, Bucaramanga   | 19 de octubre | 18:45 | Sin transmisión |
| Inter Cartagena  | 2 : 3 | Alianza Platanera   | Northon Madrid, Cartagena   | 21 de octubre | 12:00 | Sin transmisión |

### Reclasificación para cuartos de final
| Pos. | Equipos                    | PJ | PG | PE | PP | GF | GC | Dif. | Pts. |
| ---- | -------------------------- | -- | -- | -- | -- | -- | -- | ---- | ---- |
| 1.   | Leones de Nariño           | 9  | 8  | 0  | 1  | 61 | 13 | 48   | 24   |
| 2.   | Alianza Platanera          | 9  | 8  | 0  | 1  | 41 | 12 | 29   | 24   |
| 3.   | Independiente Barranquilla | 9  | 6  | 1  | 2  | 37 | 27 | 10   | 19   |
| 4.   | Deportivo Lyon             | 9  | 6  | 0  | 3  | 57 | 33 | 24   | 18   |
| 1.   | Saeta Bogotá               | 9  | 6  | 0  | 3  | 33 | 28 | 5    | 18   |
| 2.   | Inter Cartagena            | 9  | 5  | 2  | 2  | 32 | 19 | 13   | 17   |
| 3.   | Real Cundinamarca          | 9  | 5  | 2  | 2  | 38 | 33 | 5    | 17   |
| 4.   | Atlético Dorada Futsal     | 9  | 5  | 1  | 3  | 32 | 31 | 1    | 16   |

## Fase final
Avanzan desde esta fase el ganador de dos juegos, en caso de empates en uno de los juegos se jugarán 10 minutos de tiempo extra y de seguir del empate se definirá por penales ( ). A partir de este año, no se jugará en la modalidad tradicional en la que clasificaba a la siguiente fase el ganador de tres partidos, sino que se definirá por diferencia de gol primeramente.

|  | Cuartos de final                | Cuartos de final                | Cuartos de final                |   |                   | Semifinales           | Semifinales           | Semifinales           |  |  | Final                             | Final                             | Final                             |
|  | 25 de octubre al 3 de noviembre | 25 de octubre al 3 de noviembre | 25 de octubre al 3 de noviembre |   |                   | 10 al 17 de noviembre | 10 al 17 de noviembre | 10 al 17 de noviembre |  |  | 24 de noviembre al 1 de diciembre | 24 de noviembre al 1 de diciembre | 24 de noviembre al 1 de diciembre |
|  |                                 |                                 |                                 |   |                   |                       |                       |                       |  |  |                                   |                                   |                                   |
|  | Leones de Nariño                | 4                               | 8                               |   |                   |                       |                       |                       |  |  |                                   |                                   |                                   |
|  | Atlético Dorada Futsal          | 3                               | 5                               |   |                   |                       |                       |                       |  |  |                                   |                                   |                                   |
|  | Atlético Dorada Futsal          | 3                               | 5                               |   | Leones de Nariño  | 1                     | 5                     |                       |  |  |                                   |                                   |                                   |
|  |                                 |                                 |                                 |   | Leones de Nariño  | 1                     | 5                     |                       |  |  |                                   |                                   |                                   |
|  |                                 | Independiente Barranquilla      | 1                               | 1 |                   |                       |                       |                       |  |  |                                   |                                   |                                   |
|  | Independiente Barranquilla      | Independiente Barranquilla      | 1                               | 1 | 2                 | 6                     |                       |                       |  |  |                                   |                                   |                                   |
|  | Independiente Barranquilla      |                                 |                                 |   | 2                 | 6                     |                       |                       |  |  |                                   |                                   |                                   |
|  | Inter Cartagena                 | 3                               | 2                               |   |                   |                       |                       |                       |  |  |                                   |                                   |                                   |
|  |                                 |                                 |                                 |   |                   |                       |                       |                       |  |  | Leones de Nariño                  | 5                                 | 1                                 |
|  |                                 |                                 | Alianza Platanera               | 7 | 4                 |                       |                       |                       |  |  |                                   |                                   |                                   |
|  | Alianza Platanera               | 1                               | 7                               |   |                   |                       |                       |                       |  |  |                                   |                                   |                                   |
|  | Real Cundinamarca               | 2                               | 1                               |   |                   |                       |                       |                       |  |  |                                   |                                   |                                   |
|  | Real Cundinamarca               | 2                               | 1                               |   | Alianza Platanera | 2                     | 5                     |                       |  |  |                                   |                                   |                                   |
|  |                                 |                                 |                                 |   | Alianza Platanera | 2                     | 5                     |                       |  |  |                                   |                                   |                                   |
|  |                                 | Saeta FSC                       | 2                               | 0 |                   |                       |                       |                       |  |  |                                   |                                   |                                   |
|  | Deportivo Lyon                  | Saeta FSC                       | 2                               | 0 | 0                 | 6                     |                       |                       |  |  |                                   |                                   |                                   |
|  | Deportivo Lyon                  |                                 |                                 |   | 0                 | 6                     |                       |                       |  |  |                                   |                                   |                                   |
|  | Saeta FSC                       | 6                               | 5                               |   |                   |                       |                       |                       |  |  |                                   |                                   |                                   |

| Colombia                                 |
| Campeón Alianza Platanera Segundo título |

## Goleadores
| Enderson Suarez                               | Leones de Nariño    | 25 |
| Jesús Arcos                                   | Leones de Nariño    | 12 |
| José Reinosa                                  | Club Deportivo Lyon | 16 |
| Jimmy Benavides                               | Leones de Nariño    | 13 |
| Cristian Sánchez                              | Lanús Tocancipá     | 12 |
| Juan Arango                                   | Club Deportivo Lyon | 12 |
| Última actualización: 1 de diciembre de 2018. |                     |    |

## Reclasificación
La reclasificación es la suma de todos los partidos en la temporada. Los 4 últimos de la sumatoria de los dos torneos en fase regular descienden.
| Pos. | Equipos                    | PJ | PG | PE | PP | GF  | GC  | Dif. | Pts. |
| ---- | -------------------------- | -- | -- | -- | -- | --- | --- | ---- | ---- |
| 1.   | Alianza Platanera          | 28 | 24 | 2  | 2  | 133 | 43  | 90   | 74   |
| 2.   | Leones de Nariño           | 26 | 22 | 0  | 4  | 142 | 63  | 79   | 66   |
| 3.   | Saeta Bogotá               | 23 | 13 | 1  | 9  | 77  | 59  | 18   | 40   |
| 4.   | Independiente Barranquilla | 22 | 13 | 3  | 6  | 87  | 58  | 29   | 39   |
| 5.   | Leones de Itagüí           | 24 | 9  | 8  | 7  | 63  | 52  | 11   | 35   |
| 6.   | Real Cundinamarca          | 20 | 10 | 5  | 5  | 67  | 67  | 0    | 35   |
| 7.   | Deportivo Lyon             | 21 | 11 | 1  | 9  | 99  | 79  | 20   | 34   |
| 8.   | Rionegro Futsal            | 18 | 8  | 6  | 4  | 58  | 46  | 12   | 30   |
| 9.   | Bello Real Antioquia       | 20 | 8  | 3  | 9  | 66  | 60  | 6    | 27   |
| 10.  | Inter Cartagena            | 20 | 8  | 3  | 9  | 65  | 71  | -6   | 27   |
| 11.  | Atlético Dorada Futsal     | 20 | 8  | 2  | 10 | 73  | 89  | -16  | 26   |
| 12.  | Deportivo Sanpas           | 18 | 8  | 1  | 9  | 53  | 65  | -12  | 25   |
| 13.  | Deportivo Meta             | 18 | 5  | 5  | 8  | 51  | 49  | 2    | 20   |
| 14.  | D´Martin FC                | 20 | 5  | 4  | 11 | 65  | 87  | -22  | 19   |
| 15.  | Alianza Tolima             | 18 | 5  | 3  | 10 | 63  | 93  | -30  | 18   |
| 16.  | Fortaleza Futsal           | 18 | 5  | 2  | 11 | 36  | 76  | -40  | 17   |
| 17.  | Utrahuilca                 | 18 | 3  | 3  | 12 | 47  | 71  | -24  | 12   |
| 18.  | Corporación Niza           | 18 | 3  | 3  | 12 | 52  | 87  | -35  | 12   |
| 19.  | Real Bucaramanga           | 18 | 2  | 4  | 12 | 56  | 100 | -44  | 10   |
| 20.  | Lanús Colombia             | 18 | 3  | 1  | 14 | 49  | 94  | -45  | 10   |

|  | Desciende al Torneo Nacional de Futsal. |